# 常小兵
常小兵（1957年3月—），河北涉县人，教授级高级工程师。1975年3月参加工作，1976年9月加入中国共产党。1982年毕业于南京邮电学院电信工程系载波通信专业，获得工学学士学位；2001年获得清华大学工商管理硕士学位；2005年获得香港理工大学工商管理博士学位。

## 经历
1982年起，历任安徽省六安地区邮电局技术员，南京市电信局、江苏省邮电管理局网管中心工程师，江苏省邮电管理局电信处副处长，南京市电信局副局长。1996年6月起，历任中国邮电电信总局副局长、信息产业部电信管理局副局长。2000年2月，任信息产业部电信管理局局长。2000年4月，任中国电信集团公司副总经理、党组成员。
2004年11月1日，任联通集团董事长、党组书记。2008年中国电信业重组后，任联通集团与网通集团合并后的中国联合网络通信集团有限公司董事长兼新联通筹备组组长，后来成为新的中国联通董事长。2015年8月24日转任中国电信董事长。
2002年11月，当选中共十六届中央纪委委员。2008年1月，当选第十一届全国政协委员，代表经济界，分入第三十六组，并担任教科文卫体委员会专委。

## 落马
2015年12月27日，中纪委发布消息，常小兵因涉嫌严重违纪正接受组织调查。据媒体报道，常小兵被调查，排在前面的案由，一是他在香港、北京的两处房产，二是其亲戚在广东的关联公司从联通获利。常小兵也是中共十八大后第一个落马的电信界央企一把手。因涉嫌严重违纪，2016年2月，辞去第十二届全国人民代表大会代表职务，其第十二届全国人民代表大会外事委员会委员职务相应终止。2016年7月11日常小兵被双开。2016年8月9日常小兵被立案侦查。2017年3月9日常小兵被公诉。2017年4月18日常小兵案一审开庭。2017年5月31日，河北省保定市中级人民法院一审宣判，常小兵利用职务之便收受贿赂共计折合人民币376.288万余元，依法判处有期徒刑六年，并处罚金人民币五十万元。